# Premio Hugo al mejor artista aficionado
Los Premios Hugo se otorgan cada año por la Sociedad mundial de ciencia ficción (World Science Fiction Society) a las mejores obras y logros del año anterior en el campo de la ciencia ficción o la fantasía. El premio, que anteriormente se denominó Science Fiction Achievement Award, actualmente recibe su nombre en honor a Hugo Gernsback, fundador de la revista pionera en la ciencia ficción Amazing Stories. El premio se ha descrito como «un excelente escaparate para la ficción especulativa» y «el premio literario más conocido para la literatura de ciencia ficción».
El Premio Hugo al mejor artista aficionado se otorga anualmente a los artistas cuyas obras están dedicadas principalmente a la ciencia ficción o la fantasía que aparecieron en publicaciones de bajo o ningún pago como semiprozines o fanzines. También se otorga un premio Hugo para artistas profesionales. Además de los premios Hugo regulares, a partir de 1996 se entregan los premios Hugo retrospectivos, o «Retro Hugos», correspondientes a los 50, 75 o 100 años anteriores en los cuales no se entregaron premios. Hasta la fecha, los premios «Retro Hugo» han sido entregados para 1939, 1941, 1943—1946, 1951 y 1954, aunque solo para los años 1946 y 1951 se recibieron suficientes nominaciones para esta categoría, permitiendo que entrara en la papeleta de electores.
Los nominados y ganadores del Premio Hugo son elegidos por miembros asistentes o de apoyo a la Convención mundial de ciencia ficción anual, o Worldcon, y la velada de presentación constituye su evento central. El proceso de selección se define en la Constitución de la Sociedad Mundial de Ciencia Ficción como una segunda vuelta instantánea con seis nominados, excepto en caso de empate. Las obras en la papeleta son las seis más nominadas por los miembros de ese año, sin límite en el número de obras que pueden ser nominadas. Las nominaciones iniciales las realizan los miembros de enero a marzo, mientras que la votación en la papeleta de las seis nominaciones finalistas se realiza aproximadamente entre abril y julio, sujeta a cambios dependiendo de cuándo se celebre la Worldcon de ese año. Antes de 2017, la votación final era de cinco obras; se cambió ese año a seis, fijándose un límite de cinco nominaciones por cada nominador inicial. Las Worldcons generalmente se llevan a cabo cerca del Día del Trabajo y en una ciudad diferente alrededor del mundo cada año.

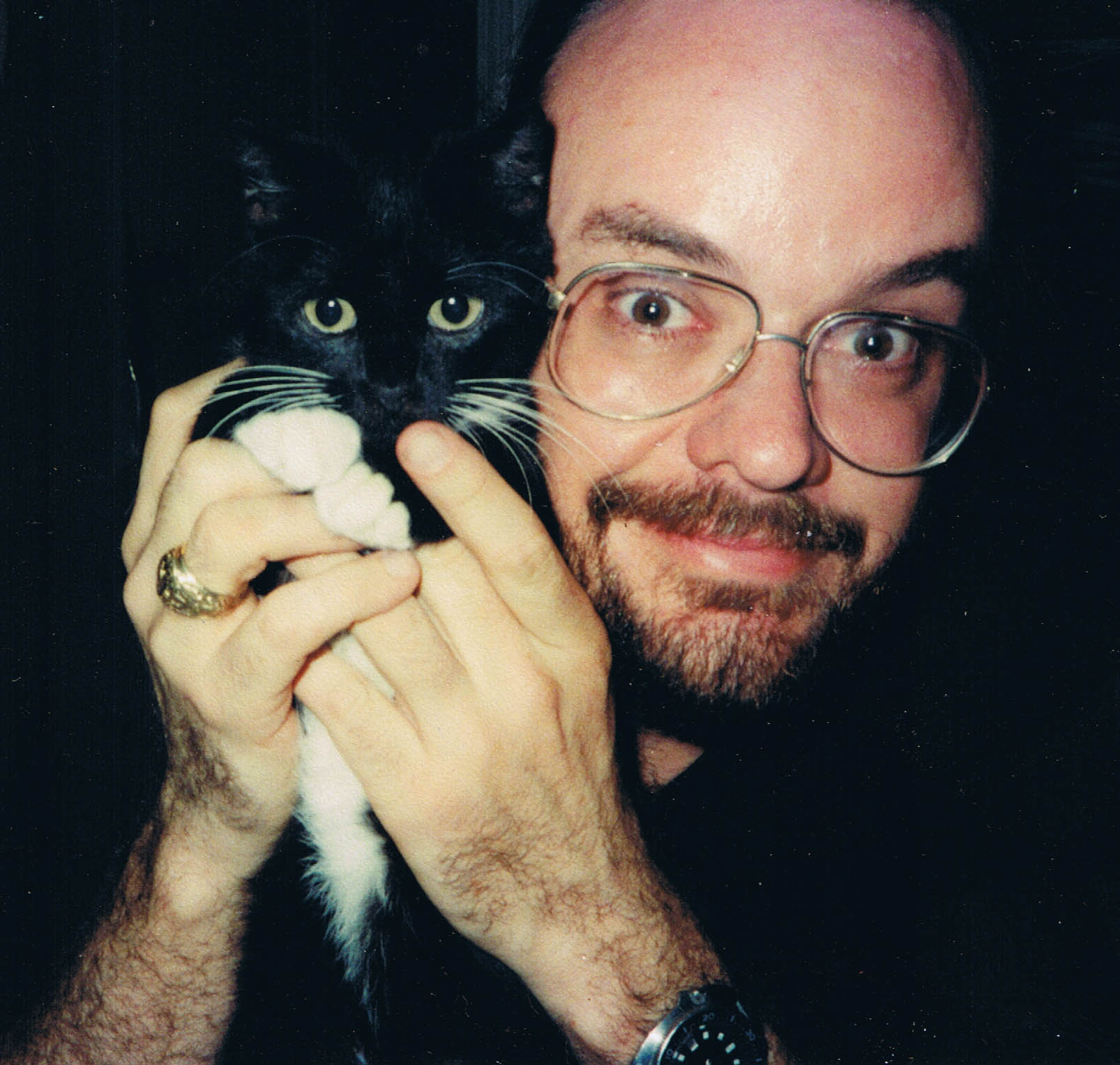
Brad W. Foster ha recibido la mayor cantidad de premios, con 8 galardones sobre un total de 27 nominaciones.

Durante los 58 años de nominaciones, 79 artistas han sido nominados; 32 de estos han ganado, incluyendo a los co-ganadores y los Retro Hugos. Brad W. Foster ha recibido la mayor cantidad de premios, con 8 victorias de un total de 27 nominaciones. William Rotsler y Tim Kirk han ganado cinco premios, de un total de 23 y ocho nominaciones respectivamente. Los únicos otros artistas que han ganado más de dos veces son Teddy Harvia, con cuatro de veinte nominaciones, Alexis A. Gilliland, con cuatro de ocho, y Frank Wu, también con cuatro de ocho.

## Ganadores y nominados
En las siguientes tablas, los años corresponden a la fecha de la ceremonia. Los artistas son elegibles en función de su trabajo del año calendario anterior. Las entradas con fondo azul y un asterisco (*) junto al nombre del artista han ganado el premio; aquellos con fondo blanco, son los nominados en la lista corta.
  *   Ganadores
| Año  | Artista                  | Ref.   |
| ---- | ------------------------ | ------ |
| 1967 | Jack Gaughan*            | [ 11 ] |
| 1967 | George Barr              | [ 11 ] |
| 1967 | Jeff Jones               | [ 11 ] |
| 1967 | Steve Stiles             | [ 11 ] |
| 1967 | Arthur "ATom" Thomson    | [ 11 ] |
| 1968 | George Barr*             | [ 12 ] |
| 1968 | Johnny Chambers          | [ 12 ] |
| 1968 | Steve Stiles             | [ 12 ] |
| 1968 | Arthur "ATom" Thomson    | [ 12 ] |
| 1968 | Bjo Trimble              | [ 12 ] |
| 1969 | Vaughn Bodé*             | [ 13 ] |
| 1969 | George Barr              | [ 13 ] |
| 1969 | Tim Kirk                 | [ 13 ] |
| 1969 | Doug Lovenstein          | [ 13 ] |
| 1969 | William Rotsler          | [ 13 ] |
| 1970 | Tim Kirk*                | [ 14 ] |
| 1970 | Alicia Austin            | [ 14 ] |
| 1970 | George Barr              | [ 14 ] |
| 1970 | Stephen Fabian           | [ 14 ] |
| 1970 | William Rotsler          | [ 14 ] |
| 1971 | Alicia Austin*           | [ 15 ] |
| 1971 | Stephen Fabian           | [ 15 ] |
| 1971 | Mike Gilbert             | [ 15 ] |
| 1971 | Tim Kirk                 | [ 15 ] |
| 1971 | William Rotsler          | [ 15 ] |
| 1972 | Tim Kirk*                | [ 16 ] |
| 1972 | Alicia Austin            | [ 16 ] |
| 1972 | Grant Canfield           | [ 16 ] |
| 1972 | Wendy Fletcher           | [ 16 ] |
| 1972 | William Rotsler          | [ 16 ] |
| 1973 | Tim Kirk*                | [ 17 ] |
| 1973 | Grant Canfield           | [ 17 ] |
| 1973 | William Rotsler          | [ 17 ] |
| 1973 | James Shull              | [ 17 ] |
| 1973 | Arthur "ATom" Thomson    | [ 17 ] |
| 1974 | Tim Kirk*                | [ 18 ] |
| 1974 | Alicia Austin            | [ 18 ] |
| 1974 | Grant Canfield           | [ 18 ] |
| 1974 | William Rotsler          | [ 18 ] |
| 1974 | Arthur "ATom" Thomson    | [ 18 ] |
| 1975 | William Rotsler*         | [ 19 ] |
| 1975 | George Barr              | [ 19 ] |
| 1975 | Grant Canfield           | [ 19 ] |
| 1975 | James Shull              | [ 19 ] |
| 1976 | Tim Kirk*                | [ 20 ] |
| 1976 | Grant Canfield           | [ 20 ] |
| 1976 | Phil Foglio              | [ 20 ] |
| 1976 | William Rotsler          | [ 20 ] |
| 1976 | James Shull              | [ 20 ] |
| 1977 | Phil Foglio*             | [ 21 ] |
| 1977 | Grant Canfield           | [ 21 ] |
| 1977 | Tim Kirk                 | [ 21 ] |
| 1977 | William Rotsler          | [ 21 ] |
| 1977 | James Shull              | [ 21 ] |
| 1978 | Phil Foglio*             | [ 22 ] |
| 1978 | Grant Canfield           | [ 22 ] |
| 1978 | Alexis A. Gilliland      | [ 22 ] |
| 1978 | Jeanne Gomoll            | [ 22 ] |
| 1978 | James Shull              | [ 22 ] |
| 1979 | William Rotsler*         | [ 23 ] |
| 1979 | Jim Barker               | [ 23 ] |
| 1979 | Harry Bell               | [ 23 ] |
| 1979 | Alexis A. Gilliland      | [ 23 ] |
| 1979 | Stuart Shiffman          | [ 23 ] |
| 1980 | Alexis A. Gilliland*     | [ 24 ] |
| 1980 | Jeanne Gomoll            | [ 24 ] |
| 1980 | Joan Hanke-Woods         | [ 24 ] |
| 1980 | Victoria Poyser          | [ 24 ] |
| 1980 | William Rotsler          | [ 24 ] |
| 1980 | Stuart Shiffman          | [ 24 ] |
| 1981 | Victoria Poyser*         | [ 25 ] |
| 1981 | Alexis A. Gilliland      | [ 25 ] |
| 1981 | Joan Hanke-Woods         | [ 25 ] |
| 1981 | William Rotsler          | [ 25 ] |
| 1981 | Stuart Shiffman          | [ 25 ] |
| 1982 | Victoria Poyser*         | [ 26 ] |
| 1982 | Alexis A. Gilliland      | [ 26 ] |
| 1982 | Joan Hanke-Woods         | [ 26 ] |
| 1982 | William Rotsler          | [ 26 ] |
| 1982 | Stuart Shiffman          | [ 26 ] |
| 1983 | Alexis A. Gilliland*     | [ 27 ] |
| 1983 | Joan Hanke-Woods         | [ 27 ] |
| 1983 | William Rotsler          | [ 27 ] |
| 1983 | Stuart Shiffman          | [ 27 ] |
| 1983 | Dan Steffan              | [ 27 ] |
| 1984 | Alexis A. Gilliland*     | [ 28 ] |
| 1984 | Brad W. Foster           | [ 28 ] |
| 1984 | Joan Hanke-Woods         | [ 28 ] |
| 1984 | William Rotsler          | [ 28 ] |
| 1984 | Stuart Shiffman          | [ 28 ] |
| 1985 | Alexis A. Gilliland*     | [ 29 ] |
| 1985 | Brad W. Foster           | [ 29 ] |
| 1985 | Steven Fox               | [ 29 ] |
| 1985 | Joan Hanke-Woods         | [ 29 ] |
| 1985 | William Rotsler          | [ 29 ] |
| 1985 | Stuart Shiffman          | [ 29 ] |
| 1986 | Joan Hanke-Woods*        | [ 30 ] |
| 1986 | Brad W. Foster           | [ 30 ] |
| 1986 | Steven Fox               | [ 30 ] |
| 1986 | William Rotsler          | [ 30 ] |
| 1986 | Stuart Shiffman          | [ 30 ] |
| 1987 | Brad W. Foster*          | [ 31 ] |
| 1987 | Steven Fox               | [ 31 ] |
| 1987 | Stuart Shiffman          | [ 31 ] |
| 1987 | Arthur "ATom" Thomson    | [ 31 ] |
| 1987 | Taral Wayne              | [ 31 ] |
| 1988 | Brad W. Foster*          | [ 32 ] |
| 1988 | Steven Fox               | [ 32 ] |
| 1988 | Teddy Harvia             | [ 32 ] |
| 1988 | Merle Insinga            | [ 32 ] |
| 1988 | Taral Wayne              | [ 32 ] |
| 1988 | Diana Gallagher Wu       | [ 32 ] |
| 1989 | Brad W. Foster*          | [ 33 ] |
| 1989 | Diana Gallagher Wu*      | [ 33 ] |
| 1989 | Teddy Harvia             | [ 33 ] |
| 1989 | Merle Insinga            | [ 33 ] |
| 1989 | Stuart Shiffman          | [ 33 ] |
| 1989 | Taral Wayne              | [ 33 ] |
| 1990 | Stuart Shiffman*         | [ 34 ] |
| 1990 | Steven Fox               | [ 34 ] |
| 1990 | Teddy Harvia             | [ 34 ] |
| 1990 | Merle Insinga            | [ 34 ] |
| 1990 | Joe Mayhew               | [ 34 ] |
| 1990 | Taral Wayne              | [ 34 ] |
| 1991 | Teddy Harvia*            | [ 35 ] |
| 1991 | Merle Insinga            | [ 35 ] |
| 1991 | Peggy Ranson             | [ 35 ] |
| 1991 | Stuart Shiffman          | [ 35 ] |
| 1991 | Diana Harlan Stein       | [ 35 ] |
| 1992 | Brad W. Foster*          | [ 36 ] |
| 1992 | Teddy Harvia             | [ 36 ] |
| 1992 | Peggy Ranson             | [ 36 ] |
| 1992 | Stuart Shiffman          | [ 36 ] |
| 1992 | Diana Harlan Stein       | [ 36 ] |
| 1993 | Peggy Ranson*            | [ 37 ] |
| 1993 | Teddy Harvia             | [ 37 ] |
| 1993 | Merle Insinga            | [ 37 ] |
| 1993 | Linda Michaels           | [ 37 ] |
| 1993 | Stuart Shiffman          | [ 37 ] |
| 1993 | Diana Harlan Stein       | [ 37 ] |
| 1994 | Brad W. Foster*          | [ 38 ] |
| 1994 | Teddy Harvia             | [ 38 ] |
| 1994 | Linda Michaels           | [ 38 ] |
| 1994 | Peggy Ranson             | [ 38 ] |
| 1994 | William Rotsler          | [ 38 ] |
| 1994 | Stuart Shiffman          | [ 38 ] |
| 1995 | Teddy Harvia*            | [ 39 ] |
| 1995 | Brad W. Foster           | [ 39 ] |
| 1995 | Linda Michaels           | [ 39 ] |
| 1995 | Peggy Ranson             | [ 39 ] |
| 1995 | William Rotsler          | [ 39 ] |
| 1996 | William Rotsler*         | [ 40 ] |
| 1996 | Ian Gunn                 | [ 40 ] |
| 1996 | Teddy Harvia             | [ 40 ] |
| 1996 | Joe Mayhew               | [ 40 ] |
| 1996 | Peggy Ranson             | [ 40 ] |
| 1997 | William Rotsler*         | [ 41 ] |
| 1997 | Ian Gunn                 | [ 41 ] |
| 1997 | Joe Mayhew               | [ 41 ] |
| 1997 | Peggy Ranson             | [ 41 ] |
| 1997 | Sherlock                 | [ 41 ] |
| 1998 | Joe Mayhew*              | [ 42 ] |
| 1998 | Brad W. Foster           | [ 42 ] |
| 1998 | Ian Gunn                 | [ 42 ] |
| 1998 | Teddy Harvia             | [ 42 ] |
| 1998 | Peggy Ranson             | [ 42 ] |
| 1999 | Ian Gunn*                | [ 43 ] |
| 1999 | Freddie Baer             | [ 43 ] |
| 1999 | Brad W. Foster           | [ 43 ] |
| 1999 | Teddy Harvia             | [ 43 ] |
| 1999 | Joe Mayhew               | [ 43 ] |
| 1999 | D. West                  | [ 43 ] |
| 2000 | Joe Mayhew*              | [ 44 ] |
| 2000 | Freddie Baer             | [ 44 ] |
| 2000 | Brad W. Foster           | [ 44 ] |
| 2000 | Teddy Harvia             | [ 44 ] |
| 2000 | Taral Wayne              | [ 44 ] |
| 2001 | Teddy Harvia*            | [ 45 ] |
| 2001 | Sheryl Birkhead          | [ 45 ] |
| 2001 | Brad W. Foster           | [ 45 ] |
| 2001 | Sue Mason                | [ 45 ] |
| 2001 | Taral Wayne              | [ 45 ] |
| 2002 | Teddy Harvia*            | [ 46 ] |
| 2002 | Sheryl Birkhead          | [ 46 ] |
| 2002 | Brad W. Foster           | [ 46 ] |
| 2002 | Sue Mason                | [ 46 ] |
| 2002 | Frank Wu                 | [ 46 ] |
| 2003 | Sue Mason*               | [ 47 ] |
| 2003 | Brad W. Foster           | [ 47 ] |
| 2003 | Teddy Harvia             | [ 47 ] |
| 2003 | Steve Stiles             | [ 47 ] |
| 2003 | Frank Wu                 | [ 47 ] |
| 2004 | Frank Wu*                | [ 48 ] |
| 2004 | Brad W. Foster           | [ 48 ] |
| 2004 | Teddy Harvia             | [ 48 ] |
| 2004 | Sue Mason                | [ 48 ] |
| 2004 | Steve Stiles             | [ 48 ] |
| 2005 | Sue Mason*               | [ 49 ] |
| 2005 | Brad W. Foster           | [ 49 ] |
| 2005 | Teddy Harvia             | [ 49 ] |
| 2005 | Steve Stiles             | [ 49 ] |
| 2005 | Frank Wu                 | [ 49 ] |
| 2006 | Frank Wu*                | [ 50 ] |
| 2006 | Brad W. Foster           | [ 50 ] |
| 2006 | Teddy Harvia             | [ 50 ] |
| 2006 | Sue Mason                | [ 50 ] |
| 2006 | Steve Stiles             | [ 50 ] |
| 2007 | Frank Wu*                | [ 51 ] |
| 2007 | Brad W. Foster           | [ 51 ] |
| 2007 | Teddy Harvia             | [ 51 ] |
| 2007 | Sue Mason                | [ 51 ] |
| 2007 | Steve Stiles             | [ 51 ] |
| 2008 | Brad W. Foster*          | [ 52 ] |
| 2008 | Teddy Harvia             | [ 52 ] |
| 2008 | Sue Mason                | [ 52 ] |
| 2008 | Steve Stiles             | [ 52 ] |
| 2008 | Taral Wayne              | [ 52 ] |
| 2009 | Frank Wu*                | [ 53 ] |
| 2009 | Alan F. Beck             | [ 53 ] |
| 2009 | Brad W. Foster           | [ 53 ] |
| 2009 | Sue Mason                | [ 53 ] |
| 2009 | Taral Wayne              | [ 53 ] |
| 2010 | Brad W. Foster*          | [ 54 ] |
| 2010 | Dave Howell              | [ 54 ] |
| 2010 | Sue Mason                | [ 54 ] |
| 2010 | Steve Stiles             | [ 54 ] |
| 2010 | Taral Wayne              | [ 54 ] |
| 2011 | Brad W. Foster*          | [ 55 ] |
| 2011 | Randall Munroe           | [ 55 ] |
| 2011 | Maurine Starkey          | [ 55 ] |
| 2011 | Steve Stiles             | [ 55 ] |
| 2011 | Taral Wayne              | [ 55 ] |
| 2012 | Maurine Starkey*         | [ 56 ] |
| 2012 | Brad W. Foster           | [ 56 ] |
| 2012 | Randall Munroe           | [ 56 ] |
| 2012 | Spring Schoenhuth        | [ 56 ] |
| 2012 | Steve Stiles             | [ 56 ] |
| 2012 | Taral Wayne              | [ 56 ] |
| 2013 | Galen Dara*              | [ 57 ] |
| 2013 | Brad W. Foster           | [ 57 ] |
| 2013 | Spring Schoenhuth        | [ 57 ] |
| 2013 | Maurine Starkey          | [ 57 ] |
| 2013 | Steve Stiles             | [ 57 ] |
| 2014 | Sarah Webb*              | [ 58 ] |
| 2014 | Brad W. Foster           | [ 58 ] |
| 2014 | Mandie Manzano           | [ 58 ] |
| 2014 | Spring Schoenhuth        | [ 58 ] |
| 2014 | Steve Stiles             | [ 58 ] |
| 2015 | Elizabeth Leggett*       | [ 59 ] |
| 2015 | Ninni Aalto              | [ 59 ] |
| 2015 | Brad W. Foster           | [ 59 ] |
| 2015 | Spring Schoenhuth        | [ 59 ] |
| 2015 | Steve Stiles             | [ 59 ] |
| 2016 | Steve Stiles*            | [ 60 ] |
| 2016 | Matthew Callahan         | [ 60 ] |
| 2016 | Christian Quinot         | [ 60 ] |
| 2016 | disse86                  | [ 60 ] |
| 2016 | Kukuruyo                 | [ 60 ] |
| 2017 | Elizabeth Leggett*       | [ 61 ] |
| 2017 | Ninni Aalto              | [ 61 ] |
| 2017 | Vesa Lehtimäki           | [ 61 ] |
| 2017 | Mia Sereno               | [ 61 ] |
| 2017 | Spring Schoenhuth        | [ 61 ] |
| 2017 | Steve Stiles             | [ 61 ] |
| 2018 | Geneva Benton*           | [ 62 ] |
| 2018 | Grace P. Fong            | [ 62 ] |
| 2018 | Maya Hahto               | [ 62 ] |
| 2018 | Mia Sereno (as Likhain)  | [ 62 ] |
| 2018 | Spring Schoenhuth        | [ 62 ] |
| 2018 | Steve Stiles             | [ 62 ] |
| 2019 | Mia Sereno (as Likhain)* | [ 63 ] |
| 2019 | Sara Felix               | [ 63 ] |
| 2019 | Grace P. Fong            | [ 63 ] |
| 2019 | Meg Frank                | [ 63 ] |
| 2019 | Ariela Housman           | [ 63 ] |
| 2019 | Spring Schoenhuth        | [ 63 ] |
| 2020 | Elise Matthesen*         | [ 64 ] |
| 2020 | Iain J. Clark            | [ 64 ] |
| 2020 | Sara Felix               | [ 64 ] |
| 2020 | Grace P. Fong            | [ 64 ] |
| 2020 | Meg Frank                | [ 64 ] |
| 2020 | Ariela Housman           | [ 64 ] |
| 2021 | Sara Felix*              | [ 65 ] |
| 2021 | Iain J. Clark            | [ 65 ] |
| 2021 | Cyan Daly                | [ 65 ] |
| 2021 | Grace P. Fong            | [ 65 ] |
| 2021 | Maya Hahto               | [ 65 ] |
| 2021 | Laya Rose                | [ 65 ] |
| 2022 | Lee Moyer*               | [ 66 ] |
| 2022 | Iain J. Clark            | [ 66 ] |
| 2022 | Lorelei Esther           | [ 66 ] |
| 2022 | Sara Felix               | [ 66 ] |
| 2022 | Ariela Housman           | [ 66 ] |
| 2022 | Nilah Magruder           | [ 66 ] |

### Retro Hugos
A partir de la Worldcon de 1996, la Sociedad Mundial de Ciencia Ficción creó el concepto de "Retro Hugos", en el que el premio Hugo podría otorgarse retroactivamente durante 50, 75 o 100 años antes. Los Retro Hugos solo pueden ser otorgados durante los años en los que se realizó una Worldcon, aunque inicialmente no se otorgaron premios. Para esta categoría, se han entregado ocho veces: en 1939, 1941, 1943-1946, 1951 y 1954. Solo los Retro Hugo de 1946 y 1951 recibieron suficientes nominaciones para que la categoría a mejor artista aficionado llegara a la papeleta.
| Año  | Año galardonado | Artista            | Ref.   |
| ---- | --------------- | ------------------ | ------ |
| 1946 | 1996            | William Rotsler*   | [ 68 ] |
| 1946 | 1996            | Joe Gibson         | [ 68 ] |
| 1946 | 1996            | Lou Goldstone, Jr. | [ 68 ] |
| 1946 | 1996            | Alva Rogers        | [ 68 ] |
| 1946 | 1996            | Jack Wiedenbeck    | [ 68 ] |
| 1951 | 2001            | Jack Gaughan*      | [ 69 ] |
| 1951 | 2001            | Lee Hoffman        | [ 69 ] |
| 1951 | 2001            | Ray Nelson         | [ 69 ] |
| 1951 | 2001            | William Rotsler    | [ 69 ] |
| 1951 | 2001            | James White        | [ 69 ] |